# Amatorculus stygius
Amatorculus stygius – gatunek pająka z rodziny skakunowatych i podrodziny Salticinae.

## Taksonomia
Gatunek ten opisany został po raz pierwszy w 2005 roku przez Gustava R.S. Ruiza i Antônia D. Brescovita na łamach „Revista Brasileira de Zoologia”. Jako lokalizację typową wskazano Estação Ecológica de Itirapina w Itirapinie w brazylijskim stanie São Paulo. Epitet gatunkowy oznacza po łacinie „z piekła rodem”.

## Morfologia
Samce osiągają od 3,85 do 4,5 mm długości ciała przy karapaksie długości od 1,95 do 2,15 mm, a samice osiągają od 3,35 do 4,47 mm długości ciała przy karapaksie długości od 1,7 do 1,9 mm.
Karapaks jest wysoki, ciemnożółty z czarnymi obwódkami wokół oczu, u samca z brązowym obrzeżeniem, szerokim,  brązowym pasem od jamki do tylnej krawędzi i ciemnymi paskami od oczu tylno-bocznych prawie po tylną krawędź, u samicy zaś z dwoma beżowymi paskami po bokach jamki i jasnymi paskami ciągnącymi się od oczu tylno-bocznych prawie po tylną krawędź prosomy. Brązowe i upstrzone u samca, a jasnożółte i nienakrapiane u samicy szczękoczułki mają na przedniej krawędzi bruzdy pięć zębów. Nogogłaszczki samicy są jasnożółte, samca zaś ciemnobrązowe. Barwa wargi dolnej i szczęk jest żółta. Sternum samicy jest jasnożółte, samca zaś ciemnożółte z ciemnobrązową smugą w kształcie litery „U”. Barwa odnóży jest u samicy jednolicie jasnożółta, u samca zaś jasnożółta z ciemnobrązowym znakiem na przednio-bocznej powierzchni ud ostatniej pary. Opistosoma (odwłok) samca jest bladokremowa z beżowym skutum na przedzie powierzchni grzbietowej, samicy zaś jasnożółta i beżowo owłosiona, z wierzchu z beżowym nakrapianiem i szewronami, od spodu i po bokach z beżowym upstrzeniem. Wszystkie kądziołki przędne są u samca brązowe, a u samicy jasnożółte.
Genitalia samicy cechują się płytką płciową o okrągłym przedsionku oraz wulwą o zafalowanych przewodach kopulacyjnych i wydłużonych spermatekach. Nogogłaszczki samca mają wykształcony wyrostek wentralny goleni, apofizę retrolateralną goleni rozwidloną na dwie gałęzie, z których grzbietowa jest zaostrzona, a brzuszna jest krótsza niż u A. cristinae. Z kolei bulbus cechuje się owalnym tegulum i bardzo krótkim embolusem.

## Rozprzestrzenienie
Gatunek neotropikalny, południowoamerykański, endemiczny dla południowej Brazylii, znany ze stanów Minas Gerais i São Paulo oraz z Dystryktu Federalnego.